# ترامونتي كامبانيا
ترامونتي (باللهجة الكامبانية: ترامونتي) هي بلدة وبلدية تقع في مقاطعة سلرنو في إقليم كامبانيا جنوب غرب إيطاليا. تقع ضمن منطقة ساحل أمالفي.

## الجغرافيا
تقع مدينة ترامونتي، والتي يمكن ترجمتها مباشرة باسم "في الجبال"، على طول طريق فيا تشيونزي الذي يؤدي إلى مايوري وساحل أمالفي. يحد المدينة كل من كافا دي تيريني، وكوربارا، وليتيري، ومايوري، ونوسيرا إنفيريوري، ونوسيرا سوبريوري، وباجاني، ورافيلو، وسانت إيجيديو ديل مونتي ألبينو.

## التاريخ
ربما تم تأسيس ترامونتي على يد الرومان. كانت مدينة مهمة في جمهورية أمالفي البحرية، وقوة تجارية مهمة في البحر الأبيض المتوسط بين عام 839 م وحوالي 1200 م.

## المعالم السياحية الرئيسية
- كنيسة روبستري (كنيسة في الصخر) في قرية جيتي. كنيسة من القرن الثالث عشر في تجويف صغير في الصخر، تضم مقابر محفورة في الجانب الصخري.
- كنيسة الصعود
- كنيسة سانت إيليا (كنيسة القديس إيليا)، في قرية سانت إيليا.
- كنيسة سان جيوفاني (كنيسة القديس يوحنا)، في قرية بولفيكا.
- كنيسة القديس بطرس الرسول، في قرية فيجلينو.
- كنيسة سانت إيراسمو
- قلعة مونتالتو ومزار سانت كاترين في باتيرنو سانت إيليا. تم بناؤه من قبل جمهورية أمالفي على جرف مونتي لاتاري لحماية أراضيها من الجانب الشمالي. تم اقتحامها من قبل النورمان في عام 1127 عندما احتلوا الجمهورية.
- قلعة سانتا ماريا لا نوفا. تم بناؤه حوالي عام 1457 من قبل ريموندو أورسيني، أمير ساليرنو وحاكم دوقية أمالفي. كانت القاعدة المستطيلة محصنة بعشرة أبراج مربعة صغيرة وسبعة أسوار، بعضها فقط لا يزال قائما.
- دير القديس فرانسيس، تأسس سنة 1474.
- دير القديس يوسف والقديسة تريزا، بني سنة 1662

## الإقتصاد
وتكثر في هذه المدينة كروم العنب وبساتين الليمون وغابات الكستناء.

## المدن التوأم
- بيزيلا لا ريفيير، فرنسا، منذ عام 2001

## الروابط الخارجية
- الموقع الرسمي
- دليل عملي ترامونتي